# German Mäurer

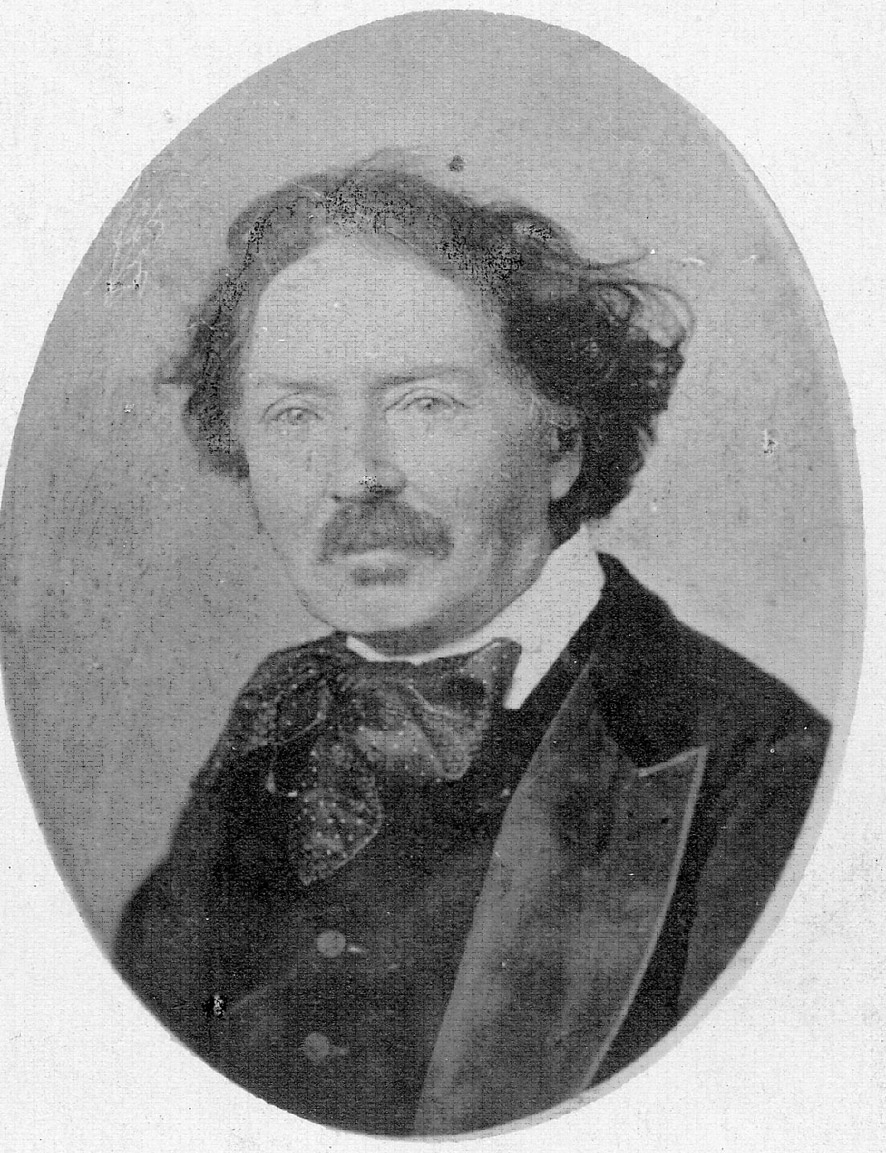
Fotografie von German Mäurer vor 1863, von einem unbekannten Fotografen

German Mäurer (* 18. Februar 1811 als Wilhelm Meurer in Bensberg; † 7. Juli 1883 in Issy-les-Moulineaux bei Paris) war ein deutschsprachiger Schriftsteller und Lehrer. Er war einer der führenden Vertreter der frühen deutschen Arbeiterbewegung und Mitglied der „Volkshalle“ des Bundes der Gerechtigkeit in Paris. Seine Pseudonyme waren Horst von der Warte, Aidet, Michaels und Barkas von Bensberg.

## Leben

### Jugend

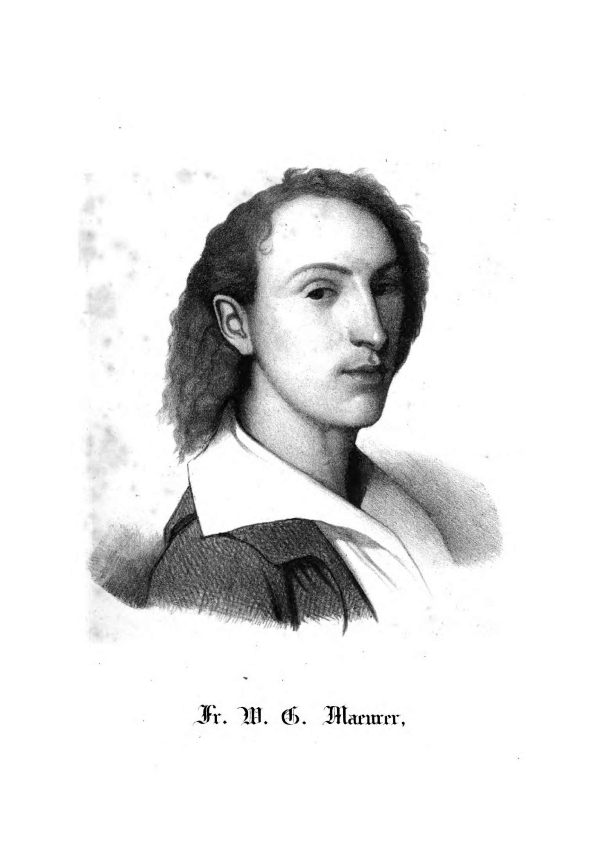
German Mäurer 1837. Stahlstich aus seinem Buch Fr. W. German Mäurer's Poetische Lehrjahre

Wilhelm Meurer war der Sohn des Ackerers Peter Meurer (* 21. März 1761; † 1833) und dessen Frau Anna Margareta, geb. Herkenrath (* 12. September 1773; † 1824) und wurde in der St.-Nikolaus-Kirche in Bensberg katholisch getauft. Er hatte acht ältere Geschwister und eine jüngere Schwester und besuchte ab April 1817 sechs Jahre lang die katholische Schule in Bensberg. Zwei seiner Lehrer waren die Schulvikare Philipp Bolz und Franz Hooken. Er besuchte vermutlich eine höhere Schule in Köln, weil vier Lehrer aus Köln zu den Subskribenten seines ersten gedruckten Buches von 1833 gehörten. Vermutlich war er Schüler der Höheren Bürgerschule in Köln, wo er auch Unterricht in Fremdsprachen erhalten konnte, wie seine Schriften ausweisen. Über die weitere Ausbildung liegen bisher keine Belege vor. In der Untersuchungshaft (1851) sagte er aus: „Ich habe Philosophie und Philologie zu Berlin studirt und zog als dann 1833 nach Paris“. Nach der Auskunft von Karl Gutzkow, der Mäurer 1842 in Paris kennengelernt hatte, war er „Oberlehrer“ in Berlin. Vermutlich war er ‚Hauslehrer‘ in Berlin, was erklären würde, warum in den Berliner Adressbüchern keine Einträge zu ihm vorhanden sind.
Vermutlich war Mäurer Ende Dezember 1830 oder Anfang Januar 1831 nach Berlin gekommen. und verließ Berlin wieder am 4. Juni 1833, um nach Paris zu gehen, wo er als Sprachlehrer und Schriftsteller seinen Lebensunterhalt verdiente.

### Familie
In Paris nahm er den Namen German Mäurer an, unter dem er bekannt wurde. Seine erste bekannte Adresse in Paris war Hotel de Cométe, Rue de la Cométe 7 im Pariser 7. Arrondissement, Quartier Gros Caillou – Grenelle. Am 14. Dezember 1839 heiratete Guillaume Mäurer Josèphe Chrétienne Claire Caroline Betzy. Beide hatten drei in Paris geborene Töchter, von denen zwei schon früh verstarben. Seiner 1842 verstorbenen Tochter Jana Clara Diogénie widmete er das Gedicht Am Grab eines Mädchens. Die Tochter Cornelia (* 1840 oder 1841) war 1883 noch am Leben.
Am 4. Februar 1842 stellte Mäurer einen Antrag auf Einbürgerung an den französischen Justizminister Nicolas Martin du Nord. Zu dieser Zeit wurde er in französischen Akten als „Doktor der Rechte und der Wissenschaft, erworben an deutschen Universitäten“ geführt. Der Regierungspräsident von Köln stellte am 8. April 1843 die Auswanderungsgenehmigung aus. Am 27. Oktober 1843 wurde er eingebürgert und erhielt die französische Staatsbürgerschaft.
Im Sommer 1848 zog er nach Frankfurt, wo auch eine Schwester seiner Frau wohnte. Außerdem beteiligte er sich in dem „Verein für reine deutsche Sprache“, deren „661. Mitglied“ er 1848 wurde. Er war Mitglied des Frankfurter Zweigvereins, deren Vorsitzender Jakob Bachmann-Korbett war und dem auch der Frankfurter Mundartdichter Friedrich Stoltze angehörte.
Mit seinen Geschwistern und deren Familien blieb Mäurer in Kontakt, wie ein überlieferter Brief und Fotografien zeigen. Im August 1872 hielt sich Mäurer zeitweilig in Frankfurt auf und 1875 sandte er seine Fotografie des Pariser Fotografen Jules Desrez mit einer Widmung in die Heimat an einen Bekannten namens Gramke oder Gromke vom Kadettenhaus in Bensberg.

### Im Bund der Geächteten
In Paris trat German Mäurer 1833 dem ein Jahr zuvor gegründeten Deutschen Volksverein bei, der im November 1833 zwei Flugschriften herausgab Der deutsche Volksverein, Brüder und Freunde, die in dem Verein heftig diskutiert wurden. Ein Jahr später wirkte er in dem von Handwerkern gegründeten Bund der Geächteten mit, dem etwa 200 Gleichgesinnte angehörten, die für „Freiheit, Gleichheit und Gerechtigkeit“ eintraten. Mäurer veröffentlichte einige Gedichte in den Zeitschriften des Bundes Der Hülferuf der deutschen Jugend und Die Junge Generation. Führende Mitglieder waren Jakob Venedey, Theodor Schuster und Mäurer. Auch Ludwig Börne stand dem Bund nahe. Ein Teil der Mitglieder, zu denen auch Mäurer gehörte, spaltete sich ab und gründete zwischen 1836 und 1838 den Bund der Gerechtigkeit.

### Im Bund der Gerechtigkeit
Im Artikel drei der Statuen des Bundes der Gerechtigkeit wurde das Ziel des Bundes beschrieben: „Art. 3 Der Zweck des Bundes ist die Befreiung Deutschlands von dem Joche schimpflicher Unterdrückung, Mitwirkung zur Entsklavung der Menschheit und Verwirklichung der Menschen- und Bürgerrechten enthaltenen Grundsätze“. Mäurer, der einer von wenigstens fünf Mitgliedern des obersten Leitungsorgans der „Volkshalle“ war, war berechtigt neue Mitglieder aufzunehmen.

„Der Sprachlehrer Mäurer war, soviel wie ich gehört – und zwar aus seinem Munde –, einer der Stifter des Bundes der Gerechtigkeit, nachdem er schon vorher Mitglied des Bundes der Geächteten gewesen war. Er trennte sich […] von dem letztgedachten Bunde, weil sie mit der Pflicht unbedingten Gehorsams gegen die Obern sich nicht einverstanden erklären wollten. […] Auch hat er Mitglieder aufgenommen, und zwar in seine Gemeinde. Übrigens bemerke ich hierbei, daß man bei solchen Aufnahmen nicht besonders streng verfuhr und daß namentlich keine besondere Vorbereitung der Aufnahme voranging. Man sagte dem Kandidaten, was Kommunismus ist (…) so geschah solche ohne weiteres, und zwar ohne daß noch ein Eid gefordert wurde. Dieser wurde bald nach Ewerbecks Eintritt im Sommer 1841 abgeschafft […]. Mäurer hat im Interesse des Bundes mehrere Schriften herausgegeben, namentlich: Die practischen Lehrjahre, […] Verschmähte Blätter und Blüthen, […]Gedichte und Gedanken […]. Er war zuletzt Vorsteher der Halle.“

Mäurer wirkte besonders durch Herausgabe von periodischen Presseorganen für den Bund gemeinsam mit Hermann Ewerbeck und anderen. Karl Schapper war von 1836 bis 1840 Mitglied der Pariser Gemeinde. Mäurer veröffentlichte sogar ein Gedicht Schappers. Von 1839 bis 1841 war Wilhelm Weitling Mitglied der Pariser Bundesgemeinde. Weitling schreibt „für die Verbreitung des kommunistischen Prinzips wirkten nach dieser Zeit in Paris unter den bekannten Deutschen Mäurer und besonders Arndt“. Auch Joachim Friedrich Martens war Mitglied der Pariser Gemeinde. Ebenfalls hatte er Kontakt zu Karl Heinzen.
Am 21. Dezember 1844 forderte der deutsche Gesandte in Paris Graf von Arnim vom französischen Innenminister François Guizot die Ausweisung von neun deutschen. Die ersten vier waren Heinrich Börnstein, Karl Ludwig Bernays, Karl Marx und German Mäurer. In seinem Bericht nach Berlin schrieb Armin: „Als Herr Guizot die Liste sah, äußerte er, er habe nicht geglaubt, daß ich die Expulsion von neun Individuen verlangen würde, er hätte nur auf höchstens drei gerechnet. Es sei nicht möglich alle zu expulsieren, da dies zu viel Geschrei machen würde“.
Am 23. August 1845 ließ sich Mäurer einen Reisepass nach Genf ausstellen, vermutlich weil er die Schweizer Gemeinden des Bundes besuchen wollte.
Im August 1846 übersetzte Mäurer die anonym erschienene Broschüre von Karl Grün „Die preußischen Landtags-Abschiede. Ein Wort zur Zeit“ ins Französische. Grün hatte Étienne Cabet angegriffen, und Mäurer brachte ihm seine Übersetzung.

### Im Bund der Kommunisten
Auf dem ersten Kongress des Bundes der Gerechtigkeit im Juni 1847 wurde beschlossen, den Bundesnamen in Bund der Kommunisten zu ändern. Mäurer gehörte mit Hermann Ewerbeck und Andreas Scherzer der Pariser Kreisbehörde an. Sie hatten Moses Hess in ihrem Namen gestattet, aus dem ersten Programmentwurf des Bundes „ein Dokument des ‚wahren‘ Sozialismus zusammenzuredigieren“. Als die Februarrevolution 1848 in Paris ausbrach, wurde die Zentralbehörde des Bundes von Brüssel nach Paris verlegt. Mäurer gehörte der Zentralbehörde nicht an. Über weitere Aktivitäten von Mäurer im Bund ist nichts bekannt.
Nach dem Beginn der Märzrevolution 1848/49 in Deutschland kehrte er nach Deutschland zurück und wohnte in Frankfurt am Main in der ‚Bockenheimer Straße 29‘. In einer Rezension zu G. Fr. Daumers Buch Die Religion des neuen Weltzeitalters in der Neuen Rheinischen Zeitung. Politisch-ökonomische Revue schrieben Marx und Engels in Auswertung der 1848 Revolution über Mäurer: „Autoritäten von der Force eines […] German Mäurer […] etc. sind die Säulen, auf welchen der Tempel der neuen Religion ruht.“ Das königliche Preußische Polizei-Präsidium zu Berlin bat das Frankfurter Polizeiamt am 23. Oktober 1851 um Amtshilfe wegen Meurer, Dr. Wilhelm genannt German. Sechs Tage später führte man eine Haussuchung bei Mäurer durch und beschlagnahmte 146 Schriftstücke. Am 10. November 1851 wurde ein Haftbefehl gegen ihn ausgestellt. Er kam für zwei Monate in Untersuchungshaft. Täglich wurden die Verhöre des Peinlichen Verhör-Amtes der freien Stadt Frankfurt protokolliert. Ziel war es ihn in das „Pariser Komplott“ von „Cherval“ einzubeziehen, das Wilhelm Stieber für den Kölner Kommunistenprozess vorbereitete. Am 12. Januar 1852 erfolgte das Urteil des „Kriminal-Gerichts der freien Stadt Frankfurt“ gegen Mäurer wegen „Theilnahme an dem Communistenbunde […] in Paris als Theilnehmer an einer staatsgefährdenden Verbindung bezeichnet, und es liegt gegen ihn die Beschuldigung vor, in Correspondenz mit jenem Bunde und dessen Vorstand gestanden zu haben. […] hinsichtlich des ihm angelasteten Verbrechens der Theilnahme an staatsgefährlich Verbindung von der Instanz avsolbirt, derselbe jedoch bei Strafe der sofortigen Wiederverhaftung im Betretungsfall aus hiesiger Stadt und deren Gebiet auszuweisen.“

### Journalist und Redakteur
Seine hauptsächliche Tätigkeit in den 1830er und 1840er Jahren bestand in der Mitarbeit und Herausgabe von periodischen Druckschriften in Frankreich sowie in der Mitarbeit, hauptsächlich durch Gedichte, in verschiedenen fortschrittlichen Journalen.
So schrieb er für die Pariser Zeitung (1838–1839), redigierte Die Zeit. Deutsches Pariser Tageblatt (Januar–Februar 1839) und Forum für Kunst, Literatur und Geschichte (1839). In der Pariser Zeitung Vorwärts! von Heinrich Börnstein veröffentlichte Mäurer zwischen dem 27. Januar und dem 28. September 1844 zwölf Gedichte und kleine Korrespondenzen. Er schrieb auch Zeitungskorrespondenzen unter dem Pseudonym „Aidet“ für die Gazette de France (1845–1846) und unter dem Pseudonym „Michaels“ für die französische Zeitung National (1843–1848). Gemeinsam mit Hermann Ewerbeck und Karl Grün war er von August 1845 bis März/April 1846 Herausgeber der Blätter der Zukunft. die von der Pariser Sektion des Bundes der Gerechtigkeit finanziert wurde. Er veröffentlichte hier einige kleine Beiträge und Gedichte. In der Zeitschrift Blätter der Gegenwart für sociales Leben. Juli 1845 erschienen von ihm zwei Gedichte unter der Überschrift „Der Seelsorger und der Unglückliche“. In der Deutschen-Brüsseler-Zeitung veröffentlichte Bornstedt 1847 zwei Gedichte von ihm. Gemeinsam mit Ferdinand Braun gab er von Januar bis Juni 1847 Die Pariser Horen heraus. Im ersten Heft veröffentlichte er Das Weltdrama in fünf Akten. Nach einem Brief von Friedrich Engels an Marx übte Mäurers Frau Zensur bei den Horen aus, indem sie ein Gedicht von Heinrich Heine nicht veröffentlicht gesehen haben wollte. Die Horen fanden ein intensives Echo in der Zeitung Telegraph für Deutschland. Emil Weller hob 1848 hervor: „Die Horen haben in den späteren Heften den musikalisch-novellistischen Inhalt, der erst etwas vorgeherschte, allmählich ziemlich beseitigt und einem interessanten, gediegenen Platz gemacht.“
In Frankfurt war er 1849 publizistisch u. a. für die Didaskalia. Blätter für Geist, Gemüth und Publizität tätig, eine Beilage zum Frankfurter Journal. Überliefert ist ein zweiteiliger Aufsatz „Über Steuern und Abgaben“. Die Behauptung, dass Mäurer auch Korrespondent der Kölnischen Zeitung ist unbelegt. Der Herausgeber der Deutschen Eiche schreibt über Mäurer: „[…] die geistreichen und liebenswürdigen Verfasserinnen (sic!) vieler Aufsätze in der Deutschen Eiche; die Dichterin Josephine Holzmärker-Gerbode aus Worbis in Preußen; A. Ravenstein, Turnlehrer in Frankfurt am Main; German Mäurer, Schriftsteller daselbst; […] Emilie Wüstenfeld Hamburg.“ In der Zeitschrift Die Eiche, die nur 1850 bis 1851 erschien, konnte kein gezeichneter Beitrag von Mäurer ermittelt werden.
Mäurer trat als Redner auf dem dritten allgemeinen Friedenskongress im August 1850 in der Frankfurter Paulskirche auf. „Aber hinter jedem Fürsten, der ein Heer zur Aufrechterhaltung seiner Macht bedarf, steht ein Volk, das mit seinem Schweiß und Blut diese Heere erhält und den Krieg bezahlt. Um so dringender die Mahnung: ‚Schaffet den Frieden unter den Völkern!‘“
Ab etwa 1873 war er französischer Korrespondent für die Mühlheimer Zeitung.

### Bekannte in Paris

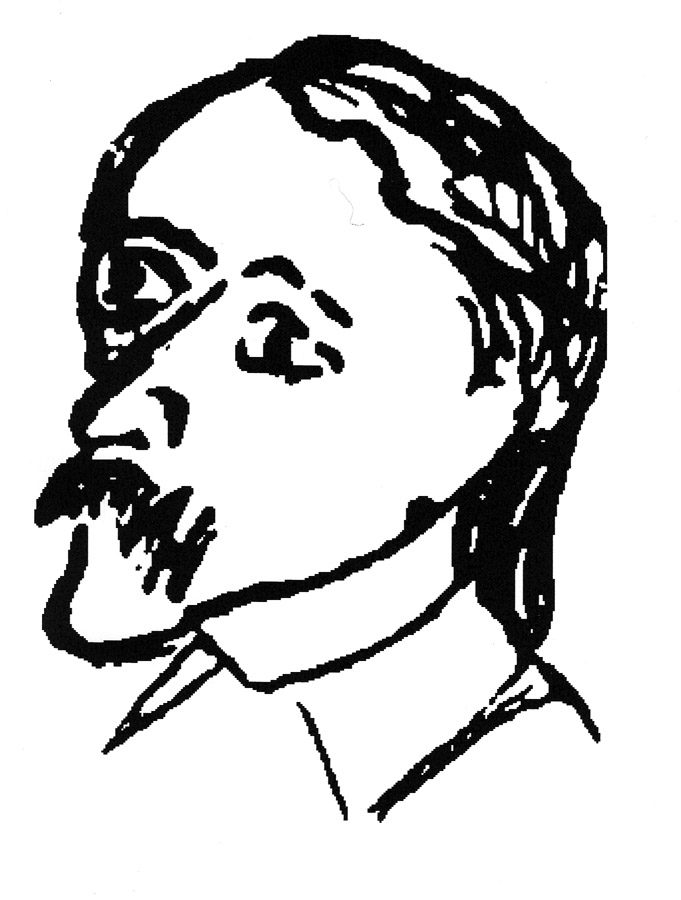
German Mäurer. Karikatur von Friedrich Engels, 16. September 1846.

In Paris lernte Mäurer auch Wilhelm Weitling kennen. Friedrich Herman Semmig schrieb darüber: „Unter diesen Arbeitern war auch Weitling aus Magdeburg, den Dr. German Mäurer erst deutsch sprechen und schreiben lehrte und, der 1839 in Paris seine erste Schrift: ‚Die Menschheit wie sie ist und wie sie sein sollte‘ herausgab“.„Es ist sehr wahrscheinlich, daß Mäurer, der seit Mitte der dreißiger Jahre republikanisch-demokratische Gedichte und Lieder publizierte […], Wilhelm Weitling beim Abfassen der ersten Programmschrift der deutschen Arbeiterbewegung ‚Die Menschheit, wie sie ist und wie sie sein sollte‘ (1839) half.“
Mäurer wird mit vielen Demokraten und Emigranten in Verbindung gebracht. So mit Arnold Ruge, der an seine Frau Agnes am 17. August 1843 schrieb: „Bei Rösing war ich gestern dagegen vorgestern Abend. […] Gestern Morgen hab' ich unsern Gesandtschaftssecretär, der hier jetzt fungirt, mit dem Poeten Mäurer besucht. […] Der Poet Mäurer ist ein interessanter Mensch, der einen aber, wie alle Poeten, mit seinen Poesien zur Unzeit unterhält; so musste Brückmann gestern eine Scene aus einem Drama mit anhören, und mitten im Gewühl des Palais royal deklamirte er seine Reime. Ich fürchtete immer, er würde kein Ende finden, aber Du siehst, er hat es gefunden. Mäurer ist ein politischer Poet und noch extremer, als Herwegh […]. Seine Sachen sind nicht sehr bekannt geworden. Er knüpft nicht so wie Herwegh an die deutschen Sympathien an“. Und am 1. Dezember 1843 bemerkte Ruge gegenüber Marx: „Ich kenne ihre jetzige Lage und musste daher auf Sie und Maeurers, als die activen und mobilen Freunde zunächst rechnen. Dass die deutschen Liberalen uns gänzlich im Stich lassen werden, vermuthete ich schon in Paris“. Und keine fünf Jahre später schreibt Ruge an Herwegh und Mäurer: „Die Bruderhand über den Trümmern der europäischen Tyrannei. […] Senden Sie Mäurer das 2. Exemplar dieses Briefes“
Auch mit Karl Marx hatte er Kontakt. Arnold Ruge und Julius Fröbel beschlossen Mitte September 1843, die „deutsch-französische Buchhandlung“ nicht in Straßburg, sondern in Paris zu gründen. In einem Brief von Ruge an Fröbel (6. und 7. Oktober) setzte Ruge einen Text Zur Nachricht auf, in dem es hieß: „Dr. Arnold Ruge rue Vanneau Dr. Karl Marx rue Vanneau No. 23.“ Die Hausnummer ‚23‘ war die Wohnung von Mäurer, mit dem Ruge und Fröbel schon bekannt waren. Marx ging aber, wie seine Frau Jenny Marx schreibt, zuerst zu dem Ehepaar Herwegh – Marx hatte Herwegh schon in Köln kennengelernt. Die erste Wohnung in Paris der Familie Marx war „31, Rue Vanneau“. Herwegh meldete den Familien Ruge, Marx und „vor allem Herrn Mäurer“ die Geburt seines Sohnes. Friedrich Engels schrieb im September 1846, als Marx schon lange in Brüssel wohnte, über Mäurer: „Auch den großen Mäurer hab ich gesehen. ‚Männlein, Männlein was wiegen Sie so leicht!‘ Der Mann ist wirklich sehenswerth, ich hab ihm die größten Grobheiten gemacht, zum Dank nimmt mich der Esel in seine besondre Affektion und sagt mir nach ich hätte ein sanftes Gesicht. Er sieht freilich aus wie Karl Moor sechs Wochen nach seinem Tode.“

### Opfer der österreichischen und der französischen Polizei
Mäurer, der zu den führenden Persönlichkeiten der Volkshalle, des Bundes der Geächteten und des Bundes der Gerechtigkeit gehörte und der mit Wilhelm Weitling gut bekannt war, wurde ein Opfer des metternichschen Überwachungssystems. Bernhard Lizius war der bekannte Geheimagent der Mainzer Zentraluntersuchungskommission des Fürsten Metternich. Lizius war überwiegend in Paris tätig, er lieferte von 1836 bis 1848 Berichte an das Mainzer Büro. Der Deckname von Lizius war ‚Dr. Schaefer‘. So heißt es z. B. am 20. Oktober 1844 in einem von Schaefer alias Lizius verfassten Bericht: „Die zweite Fraktion verdient eine sehr ernstliche Behandlung und hat weit mehr verdient eine sehr ernstliche Behandlung und hat weit mehr als das ‚Junge Deutschland‘ und andere dergleichen theatralisch-politische Gegenstände. Sie besteht aus kern- und federfesten Leuten, als Georg Weber, Heinrich Börnstein, Auerbach, German Mäurer (der sich dermalen mit dem Garanten verfeindet hat), Bernays, Wilhelm Marr, lauter Namen, die noch nie in der politischen Welt genannt worden sind, was sie nicht hindert, wenn auch unmoralische, doch höchst praktische und entschieden revolutionär-kommunistische Lehren zu verbreiten. Bearbeitung der Arbeitermassen, Aufstand gegen den status quo in allem und jedem, gegen Fürst, Kirche, Gott, Eigentum und Moralität. ‚Kopf ab‘ und ‚Beutel heraus‘ ist die Quintessenz ihres neuen Evangeliums“. Lizius muss auch Mäurers besonderes Vertrauen erworben haben, denn als Verleger stand er ihm noch 1851 nahe, indem er 1851 sein Buch Ein Buch für Narren. Anthroposophie oder Menschenweisheit veröffentlichte, das 1856 in zweiter Auflage erschien. Vermutlich ahnte Mäurer nicht, dass er jahrelang bespitzelt wurde.
Der Pariser Polizeipräfekt Gabriel Delessert überwachte die Aktivitäten der Arbeiterbewegung so auch die von Engels und Mäurer. In einem Bericht vom 21. Mai 1847 schreibt er an den französischen Innenminister François Guizot zum Thema der „Zeitschrift Pariser Horen“, die seit dem 7. Januar 1847 erschien und, wie er annahm, von „Germain Mauer und Ferdinand Braun unter Mitarbeit der Herren Engels und Ewerbeck“ herausgegeben wurde. „Diese Sammlung, der es gelungen ist, finanzielle Probleme zu überwinden, welche zunächst der Veröffentlichung Hindernisse in den Weg gelegt hatten, ist unter dem Titel: d(i)e Pariser Horen (les heures Parisiennes) erschienen; mittlerweile hat sie ihre fünfte Nummer erreicht, und die deutsche und französische Presse beginnen sich, wie man versichert, damit zu beschäftigen. Diese Zeitschrift nimmt jetzt eine radikale und sehr scharfe sozialistische Färbung an, und ihre letzte Ausgabe enthält Artikel mit extrem heftigen Attacken auf die Könige von Preußen und Bayern.“ Das Juniheft konnte nicht mehr erscheinen. Engels hatte sich nicht an den Horen beteiligt, während Ewerbeck Beiträge geliefert hatte.

### Dichter und Schriftsteller
Anfang Januar 1831 begann er einen fiktiven Briefwechsel mit einem Freund, der 1840 als Politische Briefe aus Berlin veröffentlicht wurde. Seine erste, bisher bekannte Veröffentlichung war sein episches Gedicht Gustav Adolf oder das befreite Meva. Es ging um den Sieg der Schweden bei Mewe 1626 gegen die Preußen und Polen. „Schwedens König, an Pillau's Ufer mit Schiffen gelangend, / Nahm den Preussen das Land“. 1833 war Mäurer noch kein Gegner der preußischen Monarchie, wie der Text dieses Werkes und die Subskribentenliste ausweist, die von seiner „Königl. Hoheit Prinz Wilhelm von Preußen, Bruder Seiner Majestät“ angeführt wurde.
In seinem Gedicht über Hegel erinnert sich Mäurer an seine Berliner Zeit. „An Hegel. Im Jahr 1830.“
„Nicht in verhüllten Gewand, nein in unendlicher Klarheit / Sprich Apostel der Zeit, deine Orakel aus! / Sieh das Gestirne des Tag's befreiend erhellt es die Erde — / Aber die Sterne der Nacht lassen im dunkel die Welt“.
In seinem Gedicht „Zuruf“ wandelte er das Motto „Freiheit, Gleichheit, Brüderlichkeit“ ab in „Die Losung heißt: ‚Freiheit, Gleichheit, Recht‘! / Und stet's darum auch heutzutage schlecht; / so halten wir doch streng an unsern Pflichten, Mag man uns auch verwegner That bezichten!“.
Es ist nicht bekannt, ob das Hambacher Fest besucht hatte, die Ideen begeisterten ihn und regten ihn zu dem Gedicht „An Doctor Wirth“ an.
Viele seiner Gedichte erschienen in verschiedenen Publikationen und zum Teil unter auch unter anderem Titel so z. B. sein Gedicht an „An Deutschlands Männer“, dass vorher unter dem Titel „Gruß eines neuaufgenommenen Patrioten“ veröffentlicht worden war.
Während der Verhöre vor der Frankfurter Polizei in Frankfurt, gab Mäurer zu Protokoll: „Die ‚Anthroposophie‘ ist von mir im Laufe des Jahres 1846 geschrieben worden […] Ich bot sie dem Verleger zum Verlag an, und er ging auch darauf ein, und legte mein Manuskript der Censur vor, welche die in diesem Brief erwähnten Abänderungen vornahm, und mit diesem Buch passieren ließ. – Darüber schreibt mir Weller diesen Brief. Nach ausbruch der Februar- und März-Revolution verschlug sich dieses Verlagsgeschäft. Ich verlangte und erhielt mein Manuscript zurück […] wenn auch Stellen aus der Anthroposophie von der Censur im Jahr 1847 gestrichen resp. abgeändert, und jetzt von mir unverändert vei C. B. Lizius verlegt sind, so möge man bedenken, daß die Censur im März 1848 aufgehoben[…]“. Sein Buch „Ein Buch für Narren. Anthroposophie oder Menschenweisheit. Ein Beitrag zur Lösung der politischen, sozialen, religiösen und pädagogischen Fragen aller Zeiten“ ist eine Sammlung von fast eintausend Aphorismen, die seine republikanisch-demokratische Weltanschauung dokumentieren.
In der von Robert Prutz herausgegebenen Zeitschrift „Das Deutsche Museum“ wird die zweite Auflage. seiner „Blüthen aus dem Abendland“ besprochen. Der Rezensent führt dazu aus: „Wir haben diesen Dichter schon bei früherer Gelegenheit der ersten Auflage besprochen und dabei erkannt, daß er, auch wenn seine Form zuweilen etwas eckiges, Unbeholfenes hat, sich doch durch seine Tiefe seiner Gedanken und die sittliche Tüchtigkeit seines Strebens sowie überhaupt durch den gediegenen, männlichen Geist, der ihn erfüllt, von der Mehrzahl der Tagesdichter vortheilhaft auszeichnet“.
Ein anderer Rezensent, der der „Frankfurter Nachrichten“, schreibt über die „Blüthen aus dem Abendland“: „Der Verfasser […] weiteren Kreisen bekannt, bietet hier eine Sammlung seiner sämmtlich, theils schon zerstreut in vielen Zeitschriften erschienenen, theils bis jetzt ungedruckten Gedichte. Die entschieden vorherrschende Richtung des Verfassers ist lyrisch-didaktisch. Er ist ein sinniger Beobachter der Menschen und des Lebens, und was er anschaut, das gibt er ebenso sinnig, dabei klar und unverkünstelt wieder. […] Außer ihrem allgemein poetischen Werth hat die vorliegende Sammlung auch noch den, daß sich viele der darin enthaltenen Gedichte ganz besonders dazu eignen, zum Einschreiben in Albums oder zur musikalisch Composition verwendet zu werden“.

### Letzte Jahre
Nach seiner Haft begab sich Mäurer 1852 in die Schweiz nach Zürich. Nach fast sechs Jahren Aufenthalt dort nahm er 1858 in Frankreich eine Stelle als Gymnasiallehrer in Napoléon-Vendée (1858), in Châteauroux (1858 bis 1859), in Évreux (1859 bis 1870) und Vanves bei Paris (1870 bis 1879) an.
1864 beim Schleswig-Holsteinischen Krieg sprach sich Mäurer für die Großdeutsche Lösung aus und nicht, wie die Deutsche Fortschrittspartei, die er als „Narrenpartei“ titulierte, für die kleindeutsche Lösung: „Der Krieg in Schleswig-Holstein wird sich zum Ruhme der Deutschen Nation enden! In diesem Augenblicke ist es mehr als je nothwendig, daß die Deutschen einig seien. Retten diesmal Preußens und Österreichs vereinigte Waffen die Ehre und das Recht des deutschen Vaterlandes, so begreife ich nicht, wie man sich darüber zanken und behaupten könne, sie müssten durch Baiern und die anderen kleinen deutschen Staaten gerettet werden! — Wenn die Deutschen in diesem Moment über solche Armseligkeiten streiten, so werden sie bald von anderen Staaten verschlungen werden. […] Ich finde, ein gewisser Parteigeist verblendet die Menschen dermaßen, daß sie ḱeinen Hund mehr von einer Katze unterscheiden können und den Esel für den Löwen halten. — Ich gehöre auch zu einer Partei, aber so weit kann ich es nimmer bringen […]. Im Kriege, denk' ich, muß man auch nicht die Schwächsten, sondern die stärksten voranschicken. Schließen Sie sich immerhin einer Partei an, aber um Himmels willen nicht der Narrenpartei, die schon groß genug ist!“
Auf Grund einer mündlichen Prüfung erwarb er 1867 den Titel „Professeur agrégé“. 1873 wurde er an das Lyzeum des kaiserlichen Prinzen in Vanves mit einer höheren Gehaltsstufe versetzt. Er war Taufpate von Jakob Meurer (* 6. Oktober 1881 in Straßen). Zuletzt wohnte er in Issy-les-Moulineaux im ‚Boulevard du Lycée 2‘, direkt an der Grenze zu Vanves, wo er am 7. Juli 1883 verstarb.
Nach „elfmonatigem Krankenlager, versehen mit den heiligen Sakramenten der katholischen Kirche“ starb German Mäurer am 7. Juli 1883 in Paris, wie es in der am 11. Juli 1883 veröffentlichten Todesanzeige im Bensberg-Gladbacher Anzeiger  hieß. Die Anzeige war von seiner Tochter Cornelia Mäurer veranlasst. Zwei Tage später wurde er auf dem katholischen Friedhof in Bensberg beerdigt. Auf seinem Grabstein stand: „Wirke gutes / da du noch Zeit hast. / Bald wird es Nacht. / Und du nicht mehr / wirken kannst. / Hier ruht / Professor Mäurer / J. J. Universität Paris. / Mäurer, Guillaume / German. / 7. Juli 1883“. Der Grabstein ist nicht mehr vorhanden.

## Werke (chronologisch)
- Gustav Adolf oder das befreite Meva. Ein episches Gedicht in zwei Gesängen. Zwei Bändchen. In Commission bei Carl Klage Charlottenstr. No. 36, Berlin 1833 Staatsbibliothek zu Berlin online
- Lyrische und dramatische Dichtung hrsg. und mit einer Vorrede begleitet von A. N. Gummen. Amyot, Paris 1836.
- Fr. W. German Mäurer's Poetische Lehrjahre. Mit dem Porträt des Verfassers. Aymot, Paris 1837 Google books online
- Jamben, von Friedrich Leopold Graf zu Stolberg, nebst einer Vorrede von Fr. W. German Mäurer, Paris 1838[118]
- Briefe vom Lande hrsg. von Dr. Rudolf Steigentesch. Amyot, Paris 1839.
- Politische Briefe aus Berlin. Girard Fréres, Paris 1840 Google books online
- ananoymer Hrsg.: Volks-Klänge. Eine Sammlung patriotischer Lieder. Wittershein, Paris 1841.
- Verschmähte Blätter und Blüthen. Girard fréres, Paris 1842 (2., verb. Pariser Ausg. Amyot, Paris 1843)
- Horst von der Warte: Briefe aus der Einsamkeit.  Amyot, Paris / Dulau, Londres / Jugel, Francfort s. M. 1843[119]
- Gedichte und Gedanken eines Deutschen in Paris. 3. Auflage. der Verschmähten Blätter und Blüthen. 2 Bändchen in 1 Band Verlag des Literarischen Comptoirs, Zürich und Winterthur 1844 Google books online
- Das Weltdrama von Dr. Fr. W. German Mäurer. Verlag des Literarischen Comptoirs, Zürich und Winterthur 1844[120] Google books
- Ein Buch für Leute, die denken. Orell, Füßli, Zürich 1845 (2. Aufl. Zürich 1848; 3. Auflage. Zürich 1856, mit einem Porträt Mäurers)
- Herzensergießungen. E. O. Weller, Leipzig 1847 MDZ online[121]
- Die Pariser Horen. Journal für Literatur, Kunst, Wissenschaft, Politik und gesellschaftliches Leben. Redaktion Ferdinand Braun und German Mäurer Bautruche, Paris 1847 (sechs Hefte) Anzeige im ersten Heft Google books
- German Mäurer, Ferdinand Braun (Hrsg.): Kritische Blätter. E. O. Weller, Leipzig 1848[122]
- Frankfurter Musen-Almanach. Erster Jahrgang. Hrsg. von J. Bachmann-Korbett, H. Kothe und G. Mäurer. Carl Bernhard Lizius, Frankfurt am Main 1851[123]Herzogin Anna Amalia Bibliothek online
- Republikanische Lieder und Gedichte. 3. Jg. Hrsg. von J. C. J. Raabé. Raabé, Kassel 1851[124]
- Ein Buch für Narren. Anthroposophie oder Menschenweisheit. Ein Beitrag zur Lösung der politischen, sozialen, religiösen und pädagogischen Fragen aller Zeiten von Dr. German Mäurer. C. Bernhard Lizius, Frankfurt am Main 1851 MDZ online (auch Frankfurt am Main 1855)[125]
- Blüthen aus dem Abendland. 2. verm. Aufl. C. Kiesling, Zürich 1856 MDZ online
- Für’s Leben. Ein Festgeschenk für gebildete Leser und Leserinnen. Brodtmann in Kommission, Schaffhausen 1860[126]
- Sursum corda – erhebet die Herzen. Reinwald, Paris 1868[127]
- Der neue Eulenspiegel, wie er für unsre Zeit paßt, in deutschen Reimen abgefaßt. Wilhelm Mauritzius, Paris 1882.

### Artikel und Gedichte
- An die Fürsten des 19. Jahrhunderts [Gedicht]. In: Vorwärts!. Nr. 8 vom 27. Januar 1844[128]
- Friedrich der Große (Am 24sten Januar). In: Vorwärts!. Nr. 9 vom 31. Januar 1844.
- Das Reitpferd und der Esel. In: Vorwärts!. Nr. 10 vom 3. Februar 1844.
- Kaiser Joseph II. Am 20. Februar. In: Vorwärts!. Nr. 18 vom 2. März 1844.
- Neue Sprichwörter. In: Vorwärts!. Nr. 39 vom 15. Mai 1844.
- Bruchstücke aus Friedrich II. Testament. In: Vorwärts!. Nr. 47 vom 12. Juni 1844[129]
- Theologische Widersprüche. Randbemerkungen zu Schleiermachers theologische Schriften. In: Vorwärts!. Nr. 48 vom 15. Juni 1844.
- An – [Gedicht]. In: Vorwärts!. Nr. 51 vom 26. Juni 1844.
- Memmen sind's [Gedicht]. In: Vorwärts!. Nr. 64 vom 10. August Juni 1844.
- Berichtigung [Brief an die Redaktion]. In: Vorwärts!. Nr. 66 vom 17. August 1844.
- Ein Brief. In: Vorwärts! Nr. 68 vom 24. August 1844.
- Correspondenz. In: Vorwärts!. Nr. 70 vom 31. August 1844.
- Fortsetzung der Correspondenz. In: Vorwärts!. Nr. 71 vom 4. September 1844.
- Friedrich II. Ausscheiden von dm Freimaurerbunde. In: Vorwärts!. Nr. 78 vom 28. September 1844.
- Tag und Nacht; Sinnspruch; An einen Schmäher [Gedichte]. In: August Stöber, Friedrich Otte (Hrsg.): „Elsäßische Neujahrsblätter für 1847“. Schweighauser'sche Buchhandlung, Basel 1847, S. 258–259 MDZ Reader
- Französische Zustände vor der Februar-Revolution. In: Didaskalia. Blätter für Geist, Gemüth und Publicität. Frankfurt am Main Nr. 242 vom 10. Oktober 1849; Nr. 243 vom 11. Oktober 1849 und Nr. 244 vom 12. Oktober 1849

## Briefe
- Edmund Silberner: La Correspondance Moses Hess-Louis Krolikowski[130] 1850–1853. Avec 4 lettres de German Mäurer à Etienne Cabet. Feltrinelli, Milano 1960, S. 582–620.[131]
- German Mäurer an Wilhelm Weitling 11. Dezember 1842[132]
- Georg Herwergh an Arnold Ruge, Karl Marx und Friedrich Wilhelm German Mäurer, 28. Dezember 1843 (Standort derzeit unbekannt).[133]
- Georg Herwegh an Mäurer o. D. 1844 (Deutsches Literaturarchiv. Handschriftenabteilung. Signatur: A: Herwegh)[134]
- Mäurer an Arnold Ruge 1848 (Brief und -umschlag) (IISG Amsterdam, Arnold Ruge Nachlass Signatur: 88)
- Emil Ottocar Weller an Mäurer 5. Februar 1848 (Institut für Stadtgeschichte Frankfurt am Main. Signatur: Acta criminalia 1851. Nr. 164, Convolut II Anlage 26 sub 35)[135]
- Emil Ottocar Weller an Mäurer 18. Februar 1848 (Institut für Stadtgeschichte, Frankfurt am Main. Signatur: Acta criminalia 1851. Nr. 164, Convolut II Anlage 26 sub 35)[136]
- 3 Briefe

Mäurer an Friedrich Fröbel (1851–1852) (Bibliothek für Bildungsgeschichtliche Forschung, Berlin. Signatur: Fröbel 554)
- Mäurer an Karl Gutzkow o. J. (1854) (Universitätsbibliothek Johann Christian Senckenberg, Frankfurt, Main. Signatur: Nachlass Gutzkow A 2 II)
- Mäurer an René Gaspard Ernest Saint-René Taillandier 20. Juli 1861 (Deutsches Literaturarchiv. Handschriftenabteilung. Signatur A:Taillandier)
- Mäurer an Gertrud Metten und Christian Lichtenberg[137] 1. März 1864 (Stadtarchiv Bergisch Gladbach. Signatur S1/217)[138]
- Mäurer an Lorenz Diefenbach 7. Mai 1864 (Universitätsbibliothek Gießen. Signatur: Nachl. Die.)
- Mäurer an Lorenz Diefenbach 28. August 1872 (Universitätsbibliothek Gießen. Signatur: Nachl. Die.)
- Mäurer an J. G.Cotta’sche Buchhandlung 6. Juli 1877 (Deutsches Literaturarchiv. Handschriftenabteilung. Signatur: Cotta$Br.)
- Mäurer an J. G. Cotta'sche Buchhandlung 24. Januar 1878 (Deutsches Literaturarchiv. Handschriftenabteilung. Signatur: Cotta$Br.)

## Kurzbiografien
- Karl Schütze: Deutschlands Dichter und Schriftsteller von den ältesten Zeiten bis auf die Gegenwart. Albert Bach, Berlin 1862, S. 222 Google books
- Leopold Schmidt: Kalender zur Geschichte der deutschen Literatur. A. D. Geisler's Verlagsbuchhandlung, Bremen 1863, S. 15 Goole books
- Eduard Maria Oettinger, Karl August Kesselmeyer: Moniteur des dates, un million de renseignements biographiques, généalogiques et historiques. 40. Livraison. Juin, Paris 1873, S. 5 Goole books
- Otto Schnell: Ein vergessener bergischer Dichter. In: Monatsschrift des Bergischen Geschichtsvereins. Elberfeld 1904, Band 11, S. 13–15.
- Franz Brümmer: Lexikon der deutschen Dichter und Prosaisten vom Beginn des 19. Jahrhunderts bis zur Gegenwart. 4. Bd. Leipzig 1913, S. 395–396.